# والتر إغان
والتر إغان (بالإنجليزية: Walter Egan)‏ هو لاعب غولف أمريكي، ولد في 2 يونيو 1881 في شيكاغو في الولايات المتحدة، وتوفي في 12 سبتمبر 1971 في مونتيري في الولايات المتحدة.

## وصلات خارجية
- والتر إغان على موقع اللجنة الأولمبية الدولية (الإنجليزية)
- والتر إغان على موقع أوليمبيديا (الإنجليزية)